# Juozapinė

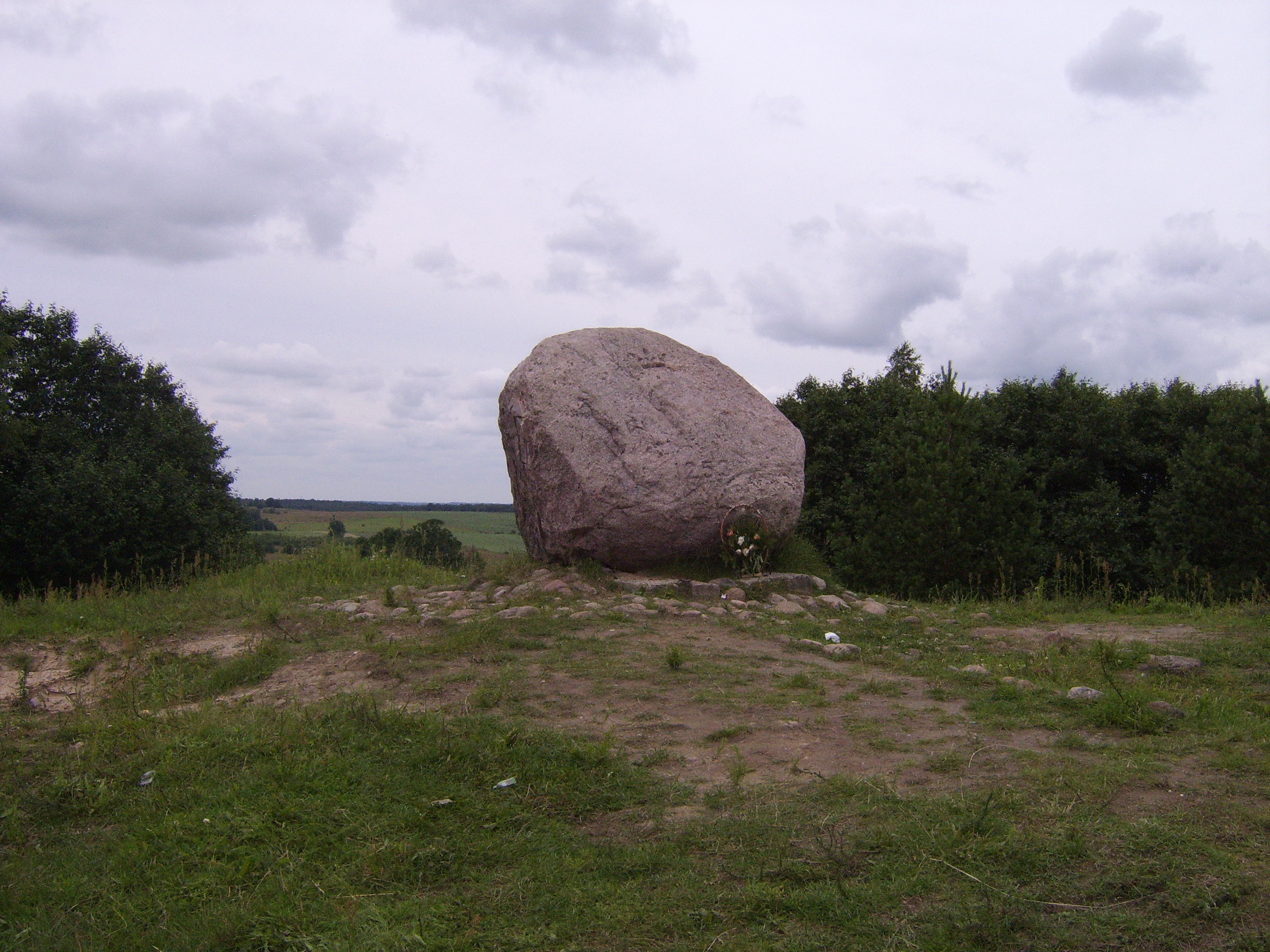

Juozapinė of Juozapinė kalnas (Nederlands: Josephineberg) is een heuvel nabij Vilnius en het op twee na hoogste punt van Litouwen. De hoogte bedraagt 292,70 meter, met deze hoogte werd hij tot 2004 gezien als de hoogste top van het land. De Aukštojas bleek met zijn hoogte van 293,84 meter een meter hoger te zijn. Ook de Kruopinė (293,65 meter) die zich slechts op tien kilometer van de Juozapinė bevindt, is hoger.